# Piz Morteratsch

Morteratsch, Blick Südwesten Piz Bernina, historisches Luftbild von Werner Friedli (1949)

Der Piz Morteratsch ([ˌpitsmɔrˈtratʃ]ⓘ) ist ein 3751 m ü. M. hoher Berg in der Berninagruppe der Bündner Alpen in der Schweiz.
Er gilt als der am einfachsten zu ersteigende der Bündner Eisriesen. Aufgrund seiner zentralen Lage und bedeutenden Höhe bietet sich von seinem Gipfel eine hervorragende Aussicht, darunter der Blick auf den überfirnten Biancograt, den Nordgrat des Piz Bernina.

## Anstiege
Den Berg erreicht man am einfachsten von Pontresina durch das Val Roseg. Als Stützpunkt dient hierbei die Chamanna da Tschierva (2583 m ü. M.) des Schweizer Alpen-Clubs. Der einfachste, obgleich z. T. vergletscherte Anstieg (WS) führt von dort hinauf auf den Vadrettin da Tschierva und über den Nordrücken des Piz Morteratsch auf seinen Gipfel.
Ebenfalls beliebt, aber alpinistisch anspruchsvoller, ist die Besteigung von der Chamanna da Boval über die Fuorcla da Boval (3347 m ü. M.). Oft wird der Gipfel bei einer Hüttentour von der Boval- zur Tschiervahütte „mitgenommen“.

## Namensherkunft
Volksetymologisch wird der Name Morteratsch durch die Schweizer Sage Die Jungfrau vom Morteratsch erklärt. Die reiche Bauerntochter Annetta aus Pontresina verliebt sich in Viehhüter Aratsch, ihre Eltern jedoch sind gegen die Beziehung. Die Bedingung des Vaters: Der Senn kriegt die einzige Erbin aus wohlhabendem Haus nur, wenn er Reichtum erlangt. Der Vater setzt durch, dass der Hirt aus dem Bündner Oberland im nächsten Sommer nicht mehr als Hirt auf der Alp arbeiten darf.
Aratsch ging als Soldat ins Ausland und Annetta litt vor Kummer und Sehnsucht. Die Eltern hätten mittlerweile in eine Heirat eingewilligt, doch der Jüngling ist nicht auffindbar. Kurz bevor er nach jahrelangem Fernbleiben als Offizier nach Pontresina zurückkehrt, stirbt Annetta. Daraufhin reitet er zur Alp hinauf und springt samt Pferd in den dahinterliegenden Gletscher. Niemand hat ihn je wiedergesehen.
Der Geist des Mädchens treibt sich daraufhin Nacht für Nacht auf der Alp herum, man hört sie immer wieder klagen: „Mort Aratsch“ (deutsch: Aratsch ist gestorben, siehe: Morteratsch). Doch der zuständige Senn mag die Erscheinung und lässt sie gewähren, denn er merkt, dass die Kühe mehr Milch geben, kaum mehr ein Tier verunglückt und der Rahm fetter ist als vorher.
Sein Nachfolger jedoch verweist den Geist der Annetta von der Alp, worauf ein Gewitter aufzieht und sie einen Fluch ausspricht: «Schmaladida saja quaist’ alp e sia pas-chüra!» (deutsch: Verflucht sei diese Alp samt ihren Weiden). Von da an ist der Segen der Alp dahin, sie muss schon bald verlassen werden. Die Weiden werden immer magerer und der Gletscher rückt aus der Schlucht dahinter zusehends vor und bedeckt die Alp, die Hütte und dazu das ganze Seitental weit gegen den Berg hinauf, der seither Munt Pers (verlorener Berg) heisst.

## Lage
| \| \| |
|       |

Der Piz Morteratsch in den Bernina-Alpen (links)
und innerhalb der gesamten Alpen (rechts).